# Quatre Filles courageuses
Pour plus de détails, voir Fiche technique et Distribution.
Quatre Filles courageuses (Die vier Gesellen) est un film allemand réalisé par Carl Froelich en 1938.

## Synopsis
En Allemagne, dans les années 1930, Marianne, Käthe, Lotte et Franziska, quatre jeunes femmes issues de la même école des arts graphiques, où enseigne notamment le professeur Lange, décident de créer en commun une agence de publicité. Lors d'un démarchage auprès d'une fabrique de cigarettes, Marianne retrouve Stefan Kohlund, ancien étudiant de l'école et alors amoureux d'elle, désormais chef de publicité dans cette fabrique…

## Fiche technique
- Titre français : Quatre Filles courageuses ou Les Quatre Compagnes ou Filles modernes[1]
- Titre original : Die vier Gesellen
- Réalisateur et producteur : Carl Froelich, pour sa compagnie de production (Tonfilmstudio Carl Froelich)
- Scénario : Jochen Huth, d'après sa pièce
- Directeur de la photographie : Reimar Kuntze
- Musique : Hansom Milde-Meißner
- Décors : Walter Haag et Franz Schroedter
- Montage : Gustav Lohse
- Distributeur : UFA
- Genre : Comédie romantique
- Format : Noir et blanc
- Durée : 96 minutes
- Date de sortie :
  - Troisième Reich : 1er octobre 1938
  - France : 6 janvier 1939[1]

## Distribution
- Ingrid Bergman : Marianne Kruge
- Sabine Peters : Käthe Winter
- Carsta Löck : Lotte Waag
- Ursula Herking : Franziska
- Hans Söhnker : Stefan Kohlund
- Leo Slezak : Le professeur Lange
- Erich Ponto : Alfred Hintze
- Heinz Welzel : Martin Bachmann
- Rudolf Klicks : Le directeur de l'école
- Karl Haubenreißer : Le directeur de la fabrique
- Lotte Braun : La secrétaire de direction
- Wilhelm P. Krüger : Le maître-maçon
- Willi Rose (en) : L'employé du tramway
- Max Rosenhauer : Le propriétaire
- Ernst G. Schiffner : L'homme d'affaires
- Hans Juergen Weidlich : M. Zudringlicher

## Article annexe
- Liste des longs métrages allemands créés sous le nazisme